# Unitér csoport
Az unitér csoport, jelölés szerint {\displaystyle \operatorname {U} (n)} a matematikában az unitér {\displaystyle n\times n} mátrixok csoportja, melynek asszociatív csoportművelete a mátrixszorzás. Az unitér csoport részcsoportja az általános lineáris csoportnak ({\displaystyle \operatorname {GL} (n,\mathbb {C} )}). Az {\displaystyle \operatorname {U} (n)} fontos részcsoportja a speciális unitér csoport {\displaystyle \operatorname {SU} (n)}, amely olyan unitér mátrixokat tartalmaz, melyeknek determinánsa egy.
A legegyszerűbb unitér csoport az {\displaystyle \operatorname {U} (1)}, amely megfeleltethető a körcsoportnak, az egységhosszúságú komplex számok csoportjának. Az {\displaystyle \operatorname {U} (1)} csoport elemei tehát ábrázolhatók a komplex sík egységkörén.
Az unitér csoport {\displaystyle \operatorname {U} (n)} egy {\displaystyle n^{2}}-dimenziós valós sima sokaság, amelyben a mátrixszorzás tetszőlegesen sokszor differenciálható, ezért egy Lie-csoport. A csoport Lie-algebrája {\displaystyle {\mathfrak {u}}(n)} az {\displaystyle n\times n} antihermitikus mátrixok algebrája, ahol a Lie-zárójel a mátrixok kommutátora.

## Tulajdonságai
Mivel egy {\displaystyle n\times n} unitér mátrix determinánsa egy egységhosszúságú komplex szám, a
{\displaystyle \operatorname {det} :\operatorname {U} (n)\to \operatorname {U} (1)}
egy csoporthomomorfizmus, melynek magja pontosan {\displaystyle \operatorname {SU} (n)}. Ennek következtében
{\displaystyle 1\to \operatorname {SU} (n)\to \operatorname {U} (n)\to \operatorname {U} (1)\to 1}
Lie-csoportok rövid egzakt sorozata. Az {\displaystyle \operatorname {U} (1)} abban az értelemben tekinthető {\displaystyle \operatorname {U} (n)} részcsoportjának, hogy olyan diagonális mátrixok ábrázolják az elemeit, amelyeknek első eleme {\displaystyle e^{i\theta }}, a többi {\displaystyle n-1} eleme pedig 1. Ennek következtében {\displaystyle \operatorname {U} (n)} felírható az {\displaystyle \operatorname {U} (1)} és {\displaystyle \operatorname {SU} (n)} féldirekt szorzataként.
Az unitér csoport csak {\displaystyle n=1} esetén kommutatív. A Schur-lemma következtében az {\displaystyle \operatorname {U} (n)} csoport centruma az {\displaystyle \lambda I_{n}} alakba írható mátrixok halmaza, ahol {\displaystyle \lambda \in \operatorname {U} (1)} és {\displaystyle I_{n}} az {\displaystyle n\times n} egységmátrixot jelöli. Az {\displaystyle \operatorname {U} (n)} centruma tehát izomorf a csoport egy egydimenziós kommutatív normálosztójához ({\displaystyle \operatorname {U} (1)}-hez), így az unitér csoport reduktív csoport.

## Topológia
Az unitér csoport részhalmaza {\displaystyle \operatorname {M} (n,\mathbb {C} )}-nek, az {\displaystyle n\times n} komplex mátrixok halmazának, amely homeomorf a {\displaystyle 2n^{2}}-dimenziós euklideszi térhez. Az unitér csoport, felruházva {\displaystyle \operatorname {M} (n,\mathbb {C} )} részhalmazaként az altér-topológiával, egy topologikus teret alkot, amely kompakt és összefüggő. Az összefüggőség abból következik, hogy bármely {\displaystyle U} unitér mátrix diagonalizálható egy {\displaystyle V} unitér mátrixszal, a sajátértékei pedig egységhosszúságú komplex számok, tehát
{\displaystyle U=V\operatorname {diag} (e^{i\theta _{1}},\dots ,e^{i\theta _{n}})V^{-1}.}
Mivel a csoport egységelemét és egy tetszőleges {\displaystyle U}-t összeköti egy {\displaystyle t\mapsto V\operatorname {diag} (e^{it\theta _{1}},\dots ,e^{it\theta _{n}})V^{-1}.} út, ezért {\displaystyle \operatorname {U} (n)} útszerűen összefüggő, tehát összefüggő. Azonban az unitér csoport nem egyszeresen összefüggő, ugyanis a fundamentális csoportja izomorf {\displaystyle \mathbb {Z} }-vel. Ez a tulajdonság abból látható, hogy {\displaystyle \operatorname {U} (n)} felírható {\displaystyle \operatorname {SU} (n)} és {\displaystyle \operatorname {U} (1)} féldirekt szorzataként, így az unitér csoport fundamentális csoportja megfeleltethető {\displaystyle \operatorname {U} (1)} és {\displaystyle \operatorname {SU} (n)} fundamentális csoportjainak Descartes-szorzatával. A speciális unitér csoport egyszeresen összefüggő, tehát a fundamentális csoportja triviális, míg az egydimenziós unitér csoport topológiailag egy kör, amelynek fundamentális csoportja izomorf {\displaystyle \mathbb {Z} }-vel. A determináns {\displaystyle \operatorname {U} (n)\to \operatorname {U} (1)} indukálja a fundamentális csoportok izomorfizmusát.
Az unitér csoport Weyl-csoportja a szimmetrikus csoport {\displaystyle S_{n}}.

## Fordítás
Ez a szócikk részben vagy egészben  az   Unitary group című angol Wikipédia-szócikk fordításán alapul.  Az eredeti cikk szerkesztőit annak laptörténete sorolja fel. Ez a jelzés csupán a megfogalmazás eredetét és a szerzői jogokat jelzi, nem szolgál a cikkben szereplő információk forrásmegjelöléseként.